# Raúl del Valle
Raúl del Valle (n. Chile; 1908 - f. La Rioja, Argentina; 21 de enero de 1973) fue un primer actor de cine y teatro chileno que hizo gran parte de su carrera en Argentina.

## Carrera
Del Valle fue un destacado actor de carácter que se lució en más de cuarenta films argentinos durante llamada la época dorada cinematográfica argentina, junto con actores de renombre como Hugo del Carril, Dora Baret, Alfonso De Grazia, Libertad Leblanc, José María Langlais, Virginia Romay, Armando Bo, entre otros.

## Fallecimiento
El actor Raúl del Valle murió el 21 de enero de 1973 en la provincia de La Rioja, Argentina, de la forma más inesperada, de un infarto cardíaco mientras grababa la película La muerte de Sebastián Arache y su pobre entierro. Falleció frente a las cámaras en el acto. Tenía 64 años de edad.

## Filmografía
- 1941: El cantar de mis penas
- 1942: En el viejo Buenos Aires
- 1946: Inspiración
- 1947: El precio de una vida
- 1948: Rodríguez, supernumerario
- 1948: Tierra del fuego
- 1949: Con el sudor de tu frente
- 1949: Ángeles de uniforme
- 1949: Se llamaba Carlos Gardel
- 1949: Diez segundos
- 1950: La barca sin pescador
- 1950: Arrabalera
- 1951: El pendiente
- 1951: La calle junto a la luna
- 1952: Nace un campeón
- 1952: El gaucho y el diablo
- 1952: El infierno verde
- 1952: Las aguas bajan turbias
- 1954: Sin familia
- 1954: Días de odio
- 1954: La tigra
- 1954: Llampo de sangre
- 1955: Embrujo en Cerros Blancos
- 1956: Después del silencio
- 1957: El hombre señalado
- 1958: El festín de Satanás
- 1958: Hombres salvajes
- 1958: Sin familia
- 1959: Cavalcade
- 1959: Cerro Guanaco
- 1959: Las tierras blancas
- 1960: Shunko
- 1961: Alias Gardelito
- 1961: Esta tierra es mía
- 1962: Reencuentro con la gloria
- 1963: Testigo para un crimen
- 1963: El último montonero
- 1964: Así o de otra manera
- 1965: Esquiú, una luz en el sendero
- 1965: Fuego en la sangre
- 1966: Los días calientes
- 1966: La cómplice
- 1969: Eloy
- 1969: Desnuda en la arena
- 1970: Una cabaña en la pampa
- 1972: Intimidades de una cualquiera
- 1973: Paño verde
- 1973: Si se calla el cantor
- 1974: La muerte de Sebastián Arache y su pobre entierro[3]